# Prionispa heruka
Prionispa heruka es una especie de insecto coleóptero de la familia Chrysomelidae.
Fue descrita científicamente en 1976 por Würmli.